# 艾希利繩結書

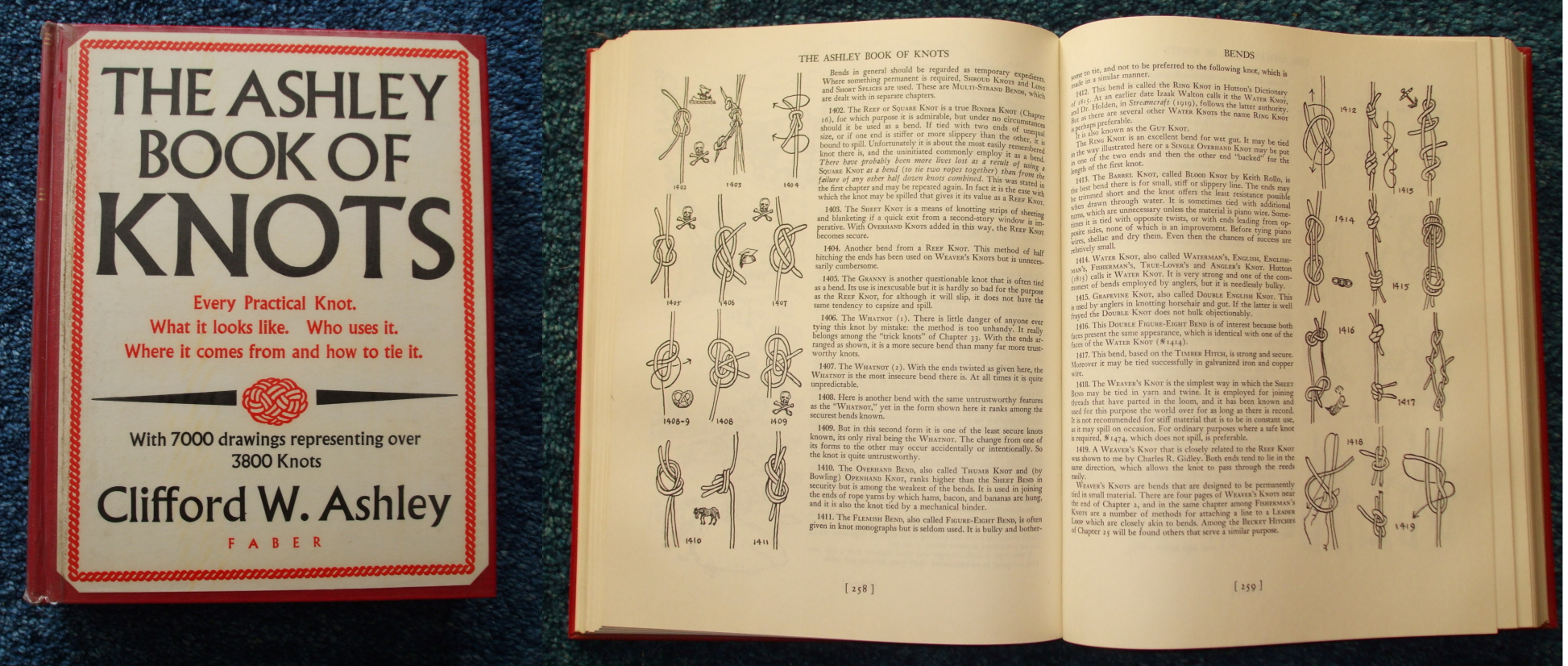
重印版: 1963年–1979年

《艾希利繩結書》（The Ashley Book of Knots）是美國航海家兼藝術家克利福德·華倫·艾希利所撰圖文並茂的繩結百科。1944年首次出版，是他11年多來的心血結晶。內含3857條的編好號碼的繩結條目，和約7000幅插圖。條目中包含繩結的打法、用途、及些許歷史，各就其類型或功能分類。至今仍是打繩結最重要、最全面的書籍之一。

## 當工具書
因為內容多、流傳廣，《艾希利繩結書》已成為結繩用的重要工具書。艾希利為每個繩結編號以供識別，這點幫助大家輕鬆辨識，即使各地俗語或辨認繩結方式有變。引用艾希利編號的格式通常為：“縮頸結(ABoK #1249)”或“ABoK #1249”等，甚或逕用“#1249”於前文已明述或解釋過的場合。
有些繩結因用途或形式多樣而被艾希利編上不止一個編號。例如，編號#1249的主條目位於「捆綁用繩結」一章，但在「工作用繩結」一章中又被列為編號#176。
《艾希利繩結書》的編撰和首次出版都在合成纖維繩問世之前，當時所通用的是以天然纖維或扭或絞或編所製成的繩索。書中對某些繩結的評論可能不盡然適用於以現代合成纖維繩或編織繩所打的結。

## 校正和增補
在第一版中，有三條繩結的編號並非整數：794.5、1034.5、2585.5。此外，條目2545中沒有繩結，只寫著「該結錯置」。
艾希利本人在本書出版後第二年嚴重中風。既無法勘誤，也無法監督發布修訂版。
1979年，至少增加了一個結，即獵人結（#1425A）。
1991年，國際結繩者協會所提交的修訂納入本書。送交出版商的修訂清單原件據信已遺失，但有許多條是收集自該協會季刊《Knotting Matters》中的系列文章。自1991年勘勘誤以來，又尋出了其他錯誤。

## 文化參考
安妮·普露的得獎小說《真情快遞》（1993）大量引用《艾希利繩結書》中對各種繩結的描述和插圖構成書中章節標題。在小說的致謝辭中，普露寫道：“若無克利福德·華倫·艾希利1944年出版的精彩著作《艾希利繩結書》之啟發——我有幸於一次庭院拍賣會上以¼美元尋得——本書或止於構思中的一條線索。”